# Organização Latino-Americana de Solidariedade

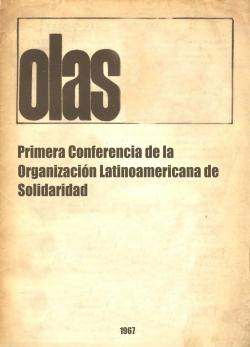
Primeira Conferência da Organização Latino-Americana de Solidariedade, 1967

A Organização Latino-Americana de Solidariedade (OLAS) foi uma organização criada em agosto de 1967 em Cuba por iniciativa de Salvador Allende, composta por diversos movimentos revolucionários e anti-imperialistas da América Latina que, em maior ou menor medida, compartilhavam as propostas estratégicas da Revolução Cubana. O lema da organização era "O dever de todo revolucionário é fazer a revolução".

## História
A proposta de criação da OLAS se realizou depois do sucesso da Primera Conferencia Tricontinental de Solidaridad Revolucionaria realizada em janeiro de 1966, na qual se reuniram mais de quinhentos delegados de organizações revolucionárias da Ásia, África e América Latina. A conferência ocorria  anos após a crise dos mísseis cubana, e o objetivo era ampliar a luta contra o imperialismo norte americano e expandir a revolução. A referida conferência seria realizada pela União Soviética para se apresentar como aliada do Terceiro Mundo e assim neutralizar a influência chinesa, embora a posição cubana de confronto contra o imperialismo norte-americano fosse eventualmente reforçada.
Em sua primeira declaração a OLAS realizou um balanço sobre as estratégias aplicadas até o momento e apostou claramente pela luta armada e pela guerra de guerrilhas como mecanismo para estender a revolução à toda América Latina. A doutrina defendida no OLAS implicava a integração das forças revolucionárias não só das classes trabalhadoras mas também do campesinato e dos estudantes, desprezando as eleições como uma perda de tempo. Desta forma, o papel de Havana na América Latina foi reforçado e consolidado, conforme relatado pela imprensa da época: “Havana é a partir de agora a capital da nova internacional que processará a libertação latino-americana”.
Todavia, a morte de Che Guevara na Bolívia, poucas semanas depois da realização da conferência, frustrou o projeto da organização de coordenar dos países andinos aos distintos movimentos guerrilheiros existentes e criar novos, impossibilitando assim o cumprimento do objetivo proposto. Na década de 1970 a OLAS havia se transformado em um centro de divulgação das lutas sem capacidade real de coordenação.